# Ken Kotyk
Ken Kotyk (* 7. Februar 1981 in Canora, Kanada) ist ein kanadischer Bobsportler.
Ken Kotyk lebt in Calgary. Er begann 2003 mit dem Bobsport und gehört seitdem auch dem kanadischen Nationalkader an. Er gehört als Anschieber zum Team um den Piloten Pierre Lueders. An der University of Saskatchewan, wo er Kinesiologie und Englisch studierte, spielte er Volleyball und betrieb Leichtathletik. Sein Leichtathletiktrainer Todd Johnston brachte ihn zum Bobsport. Schon in seinem zweiten Weltcuprennen in Lake Placid kam er als Sechster im Lueders-Viererbob unter die Top Ten. Bislang (Stand 9. Dezember 2007) konnte er dreimal Viererbobrennen im Weltcup gewinnen. Bei der Bob- und Skeleton-Weltmeisterschaften 2005 im heimischen Calgary gewann er die Bronzemedaille im Viererbob. Im nächsten Jahr verpasste er im Lueders-Vierer als Vierter bei den Olympischen Spielen 2006 eine Medaille knapp. Besser lief es bei der Bob-Weltmeisterschaft 2007 in St. Moritz. Dort gewann der Lueders-Vierer mit Kotyk die Silbermedaille.